# Owen Finegan
Owen Desmond Anthony Finegan (Sídney, 22 de abril de 1972) es un exjugador australiano de rugby que se desempeñaba como segunda línea.

## Carrera
Surgió del Randwick DRUFC donde debutó en primera en 1991 y jugó en el hasta la apertura del profesionalismo en 1995.

### Profesional
Fue contratado por los Brumbies donde jugó las primeras 10 temporadas del Super Rugby. Se retiró jugando para los Leicester Tigers en 2007.

## Selección nacional
Fue convocado a los Wallabies por primera vez en 1996 y jugó con ellos hasta su última convocatoria en 2003. En total jugó 56 partidos y marcó seis tries (30 puntos).

### Participaciones en Copas del Mundo
Finegan participó de una Copa del Mundo; Gales 1999, disputó seis de los siete partidos y marcó un try en la final ante Les Bleus.
| Mundial                       | Sede  | Resultado | PJ | Tries |
| ----------------------------- | ----- | --------- | -- | ----- |
| Copa Mundial de Rugby de 1999 | Gales | Campeón   | 6  | 1     |

## Palmarés
- Campeón del Super Rugby de 2001 y 2004.